# Барак
Бара́к (от фр. baraque — лачуга, итал. baracca — хижина) — одноэтажное здание лёгкой постройки для временного жилья, состоящие обычно из одной или двух комнат расположенных по продольной оси здания; временная деревянная казарма. Также отдельное больничное здание, обычно для инфекционных больных. В англоговорящих странах бараками называют любые казармы, в том числе капитальные каменные здания на несколько этажей.

## История

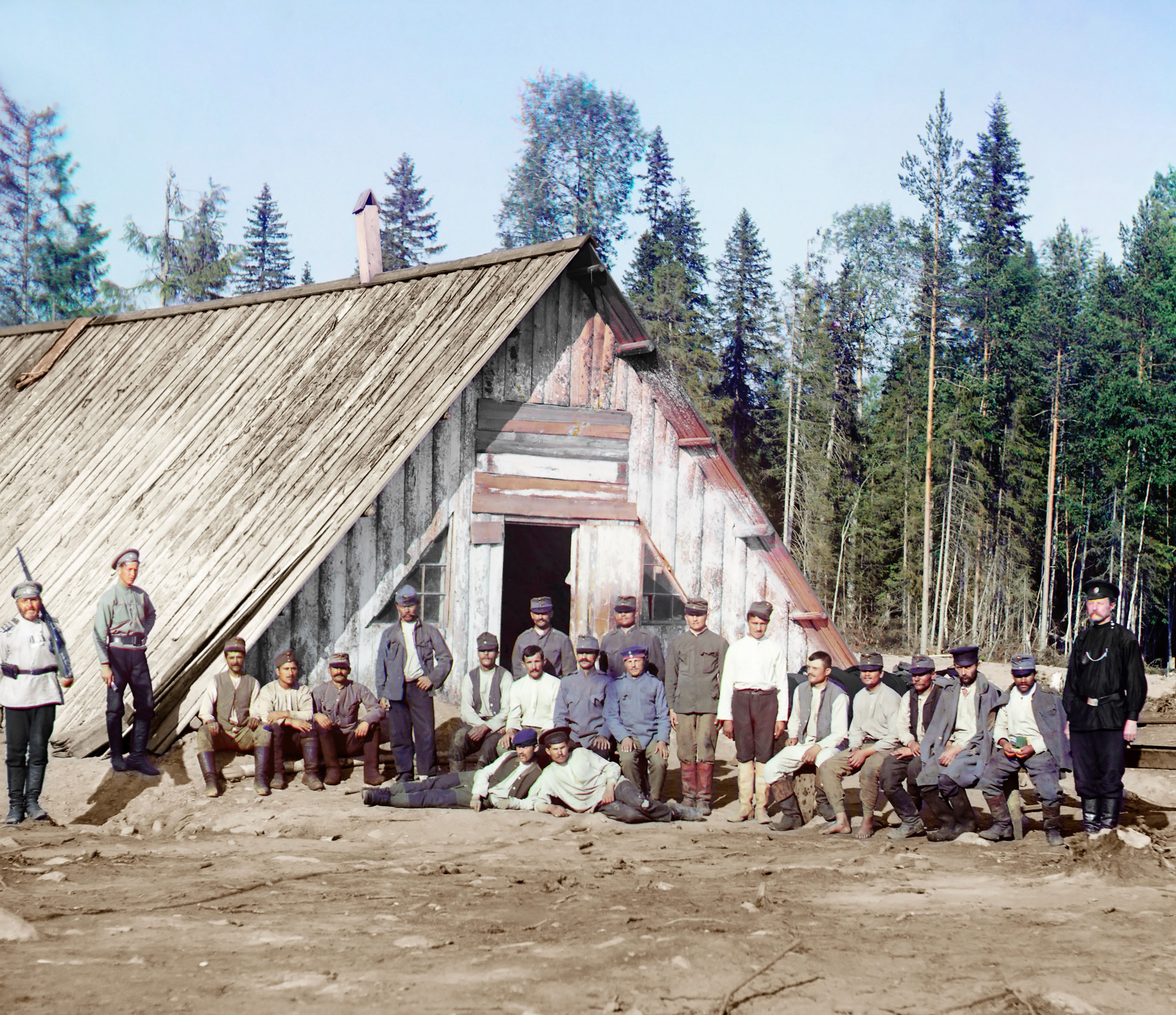
Австро-венгерские пленные возле барака. Прокудин-Горский, 1916 год

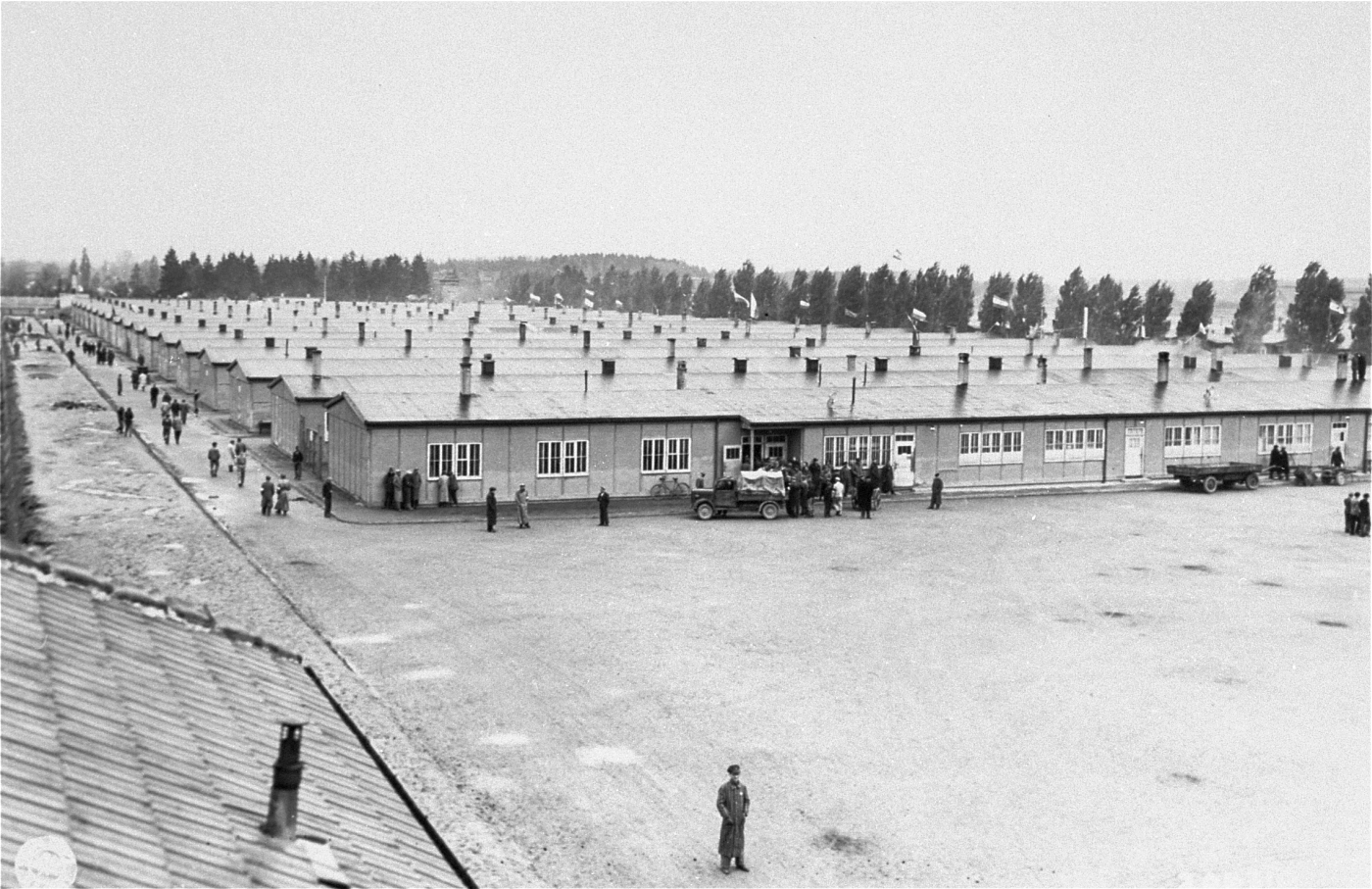
Деревянные бараки в германском концлагере Дахау

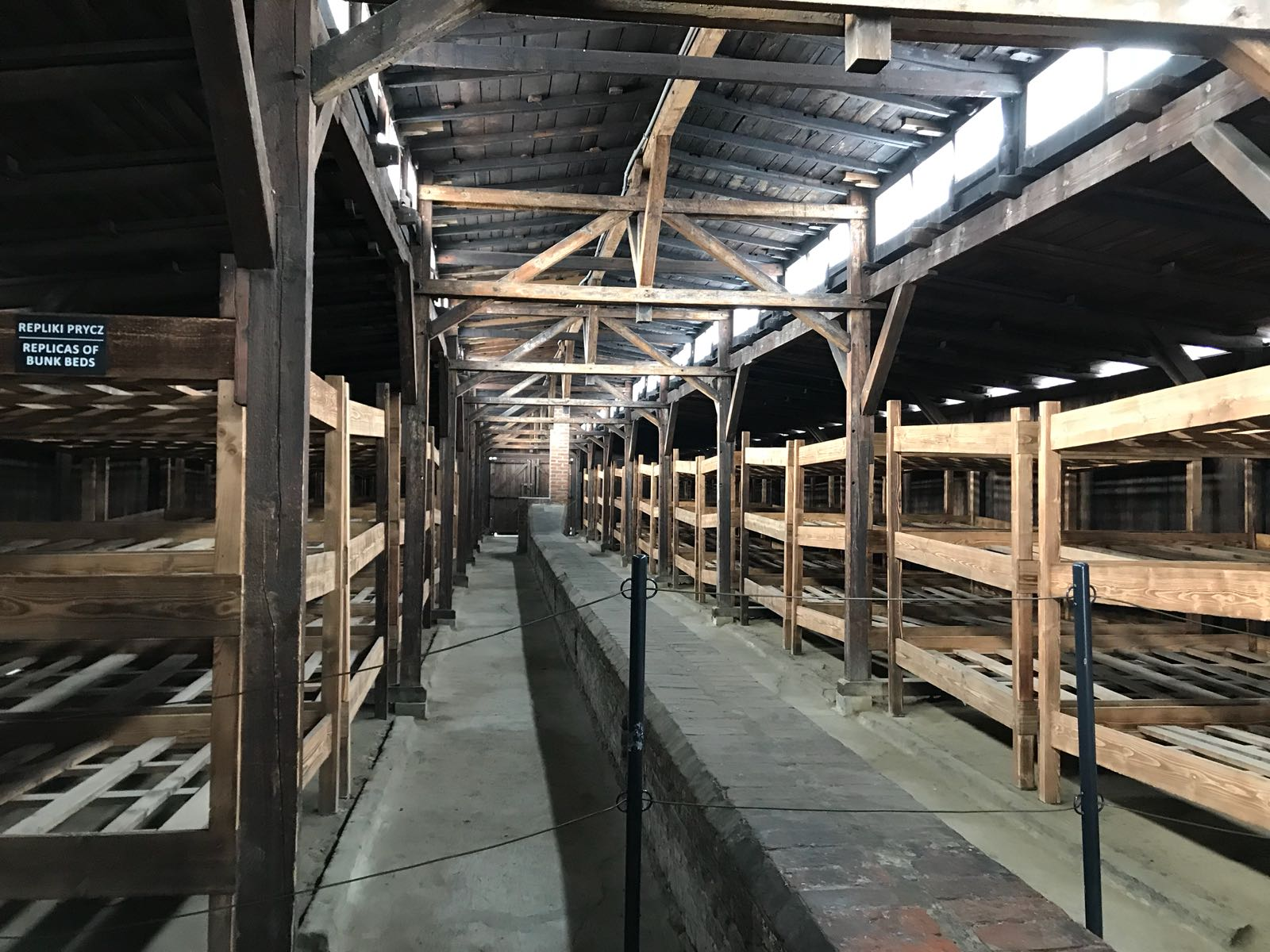
Интерьер барака в концлагере Освенцим

До конца XVII века во Франции бараками назывались только временные кавалерийские казармы, позже различные временные казармы.
Во время Севастопольской обороны по идее С. П. Боткина были устроены госпитальные бараки; идея оказалась удачной в санитарном отношении (из-за хорошей вентиляции и возможности эффективно изолировать инфекционных больных), и к концу XIX века стали распространяться больницы, устроенные по барачной системе, то есть сооружение отдельных построек в больнице для каждой группы и рода болезней вместо общего корпуса.
Бараки в конце XIX века и первой половине XX века широко использовались в качестве казарм для военнослужащих и промышленных рабочих, а также в качестве жилых зданий для персонала железнодорожных станций и разъездов. Бараки устраивались также в лагерях для военнопленных, а в XX веке и в концентрационных лагерях.

### Россия
С появлением фабрично-мануфактурного промышленного производства в XIX веке требовалось большое количество рабочих, так как для крупного производства продукции требовалось много ручного труда. При строительстве промышленных фабрик и мануфактур для большинства рабочих строились бараки, в которых они жили при фабрике или мануфактуре. Поскольку вкладывать деньги в улучшение жилищных условий рабочих владельцы фабрик и мануфактур не хотели, обеспечение более комфортным жильём рабочих так и оставалось нерешённым десятки лет вплоть до 1917 года и последующих событий.

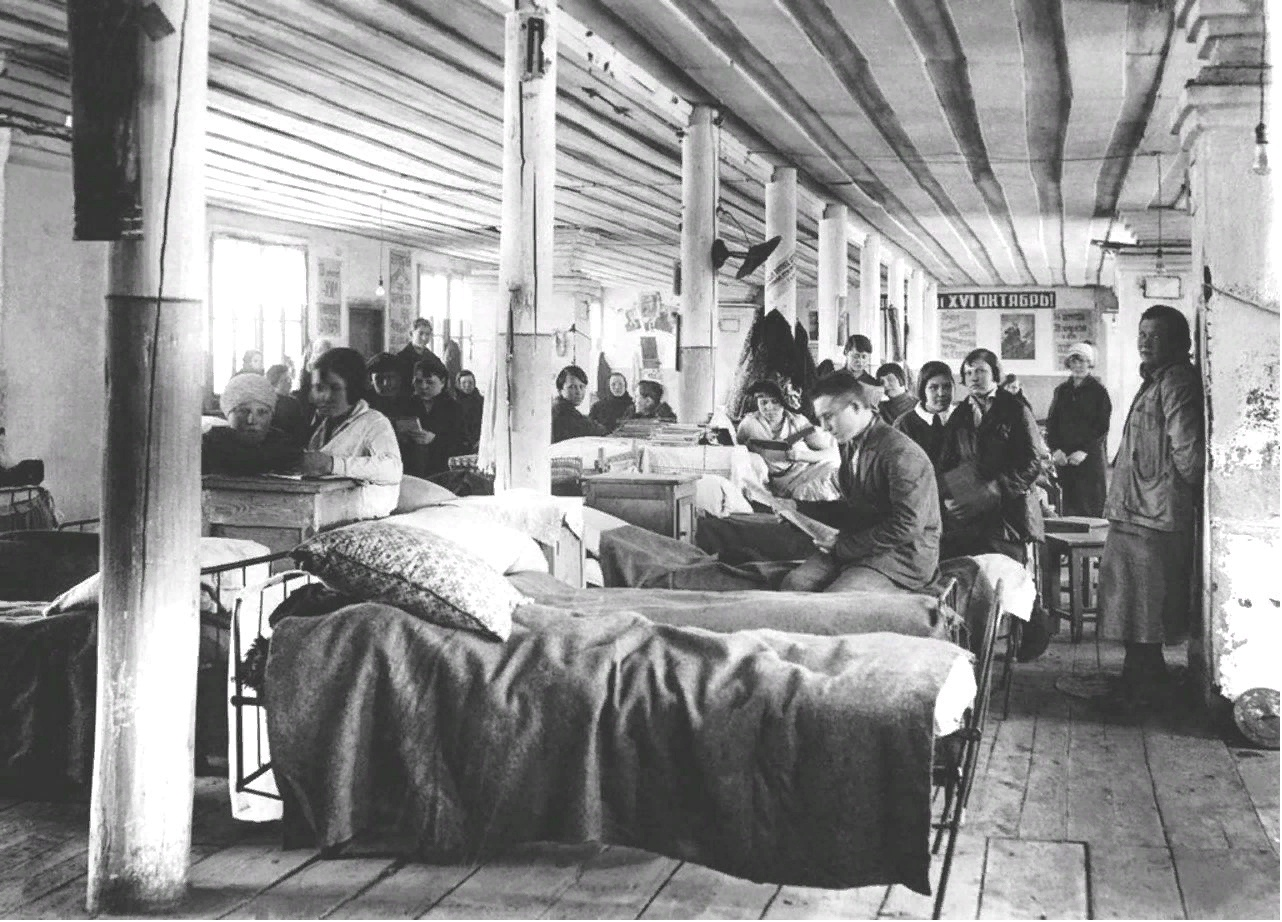
Барак в Магнитогорске. 1933 год

Продолжилось строительство бараков и в Советском Союзе — в основном для сезонных рабочих и для строителей и работников новых крупных предприятий и посёлков при них. Особенно много бараков было в начальный период в новых индустриальных городах Союза ССР, где строились крупные заводы, на Севере и в Сибири, которые затем заменялись на более комфортные коммунальные квартиры и общежития, а затем и на отдельные квартиры. В годы Великой Отечественной войны бараки сооружались для размещения работников эвакуированных промышленных предприятий и населения.
На 1940 год в городах и рабочих посёлках СССР 12 495 тыс. м² жилой площади приходилось на дома барачного типа[уточнить], в которых проживало 2,9 млн человек. Наибольшие площади данного жилого фонда находились в Москве (1235 тыс. м²), Горьком (384 тыс. м²), Ленинграде (348 тыс. м²), Магнитогорске (275 тыс. м²), Свердловске (263 тыс. м²), Харькове (262 тыс. м²) и Челябинске (187 тыс. млн м²). При этом, если в Ленинграде площадь жилья в домах барачного типа составляла 2 % от общей площади обобществлённого жилого фонда, в Москве 7 %, то в Челябинске 26 %, а в Магнитогорске 54 %. 
На 1 января 1953 года в городах и рабочих посёлках СССР всего имелось 221,9 млн м² жилой площади обобществлённого жилого фонда (без частных домов). В 54 % из них отсутствовал водопровод, в 59 % не было канализации, центральное отопление отсутствовало у 74 %. 54 % этой жилой площади находилось в каменных домах, 37 % в деревянных и 9 % в домах из прочих материалов. На 1952 год 18 млн м² жилой площади или 9 % от всего городского жилого фонда находилось в домах барачного типа, в которых проживало 3,8 млн человек. 
|                | жилая площадь в домах барачного типа тыс. м² | процент от общего метража обобществлённого жилого фонда в городе | число проживающих тыс. человек |
| -------------- | -------------------------------------------- | ---------------------------------------------------------------- | ------------------------------ |
| Москва         | 1361                                         | 6                                                                | 337                            |
| Ленинград      | 112                                          | 1                                                                | 23                             |
| Горький        | 439                                          | 16                                                               | 99                             |
| Иваново        | 37                                           | 5                                                                | 10                             |
| Тула           | 83                                           | 11                                                               | 18                             |
| Куйбышев       | 340                                          | 16                                                               | 85                             |
| Сталинград     | 109                                          | 10                                                               | 21                             |
| Молотов        | 246                                          | 18                                                               | 58                             |
| Свердловск     | 414                                          | 18                                                               | 95                             |
| Магнитогорск   | 263                                          | 27                                                               | 60                             |
| Челябинск      | 388                                          | 23                                                               | 90                             |
| Кемерово       | 148                                          | 27                                                               | 32                             |
| Новосибирск    | 278                                          | 18                                                               | 70                             |
| Караганда      | 155                                          | 16                                                               | 19                             |
| Ростов-на-Дону | 29                                           | 2                                                                | 6                              |
| Киев           | 107                                          | 3                                                                | 22                             |
| Ворошиловград  | 11                                           | 3                                                                | 2                              |
| Сталино        | 24                                           | 2                                                                | 5                              |
| Харьков        | 70                                           | 3                                                                | 15                             |
| Днепропетровск | 41                                           | 3                                                                | 6                              |
| Баку           | 55                                           | 2                                                                | 11                             |

В XXI веке сложилась распространённая практика, когда бараками стали называть старые деревянные дома, многие из которых во время строительства и эксплуатации бараками не являлись. В приложении к Приказу Минземстроя России от 04 августа 1998 года № 37 «об инструкции по учёту жилищного фонда в РФ» и в более поздних редакциях бараком называется «одно- или двухэтажное здание, предназначенное для проживания, с общей кухней и санитарным узлом, как правило, деревянное, рассчитанное на короткий срок службы 10 — 20 лет».